# Jumeirah
Jumeirah (in arabo جميرا‎?) è una zona residenziale costiera a Dubai, negli Emirati Arabi Uniti, principalmente composta da abitazioni a luogo privato. È una zona costosa con grandi case unifamiliari e case di città più modeste costruite in una varietà di stili architettonici. La zona è popolare con gli immigrati che lavorano nell'emirato ed è familiare a molti turisti in visita a Dubai.

## Storia
Nell'area di Jumeirah, negli anni '70, è stato rinvenuto un sito archeologico (Jumeirah Archaeological Site) che dimostra come l'area fosse sicuramente abitata nel periodo del IX/X secolo. Il sito si trova a circa 600 metri dalla spiaggia, in zona Jumeirah Second, fra la Jumeirah Road e la Al Wasl Road. Il sito consisteva in un numero di edifici in pietra molto consistenti tra i quali sembrano esserci un forte o caravanserraglio e almeno un palazzo. I circa nove edifici scavati sono ampiamente distanziati con aree apparentemente aperte fino a 120 metri tra alcuni di essi, sebbene sia possibile che fossero circondati da un'occupazione meno consistente fatta di capanne di fronde di palma. La funzione di Jumeirah non è chiara, ma le sue dimensioni e l'alta qualità degli edifici suggeriscono che fosse un sito di un certo significato sociale e politico, forse la sede di un governatore o di un sovrano locale.
Storicamente, gli arabi che vivevano a Jumeirah, erano pescatori di perle e commercianti.
La crescente ricchezza derivante dalla estrazione petrolifera iniziò a trasformare gli spazi di Dubai negli anni '70 e '80. La città ha visto un grande sviluppo suburbano in cui gli urbanisti hanno per lo più utilizzato modelli di crescita occidentali. Il distretto di Jumeirah, noto al tempo come il "sobborgo di Los Angeles" di Dubai, ebbe uno sviluppo caratterizzato da grandi case separate dal deserto con milizie private armate che custodivano le case di importanti funzionari . Jonathan Raban, uno scrittore e giornalista viaggiatore britannico, ha osservato che il distretto era "diviso in due parti: una occupata da palazzi sontuosi ricchi e opulenti e l'altra dominata da miserabili baracche".
In tempi moderni (a partire dagli anno '80 e '90 e ulteriormente dal 2001) Jumeirah ha visto una crescita enorme dello sviluppo immobiliare.  Jumeirah è quindi diventata una delle zone più esclusive della città, e questo ha portato all'uso del nome Jumeirah come un marchio che significa esclusività (ad esempio il "Jumeirah Beach Hotel" e "Jumeirah Beach Club"). La famiglia regnante di Dubai ha chiamato la loro catena di hotel "Jumeirah" (ex "Jumeirah International").

## Territorio
Il territorio si sviluppa su un'area di 16,7 km² lungo una striscia di terra prospiciente il Golfo Persico. È delimitato a est dal quartiere di Bur Dubai e a ovest da quello di Jebel Ali.
Il quartiere è diviso in tre zone: 
- Jumeirah 1 (Jumeirah First) a oriente;[6]
- Jumeirah 2 (Jumeirah Second) al centro;[7]
- Jumeirah 3 (Jumeirah Third) a occidente.[8]

In tutto il quartiere vi sono hotel super-lusso a partire dalle 4 fino alle 7 stelle, compreso il Burj al-Arab che è stato costruito su un'isola artificiale a pochi metri dalla costa. È stato anche stimato che l'area di Jumeirah è la più frequentata da macchine di lusso. Infatti per tutto il quartiere, sono visibili tante macchine lussuose quante sono quelle di Montecarlo. A Jumeirah si trovano parecchie Rolls Royce, Aston Martin, Bentley, Lamborghini, Ferrari, Porsche, Mercedes McLaren, Bugatti e moltissime altre e in grande quantità per tutta l'area di Dubai. Altre macchine sportive sono visibili nel parcheggio principale del Burj al-Arab, mentre molte altre sono visibili anche al Motor Show di Dubai situato tra le Emirates Tower e il Trade Center.
Jumeirah ha anche una moschea, la moschea di Jumeirah, che è aperta anche ai non-musulmani.

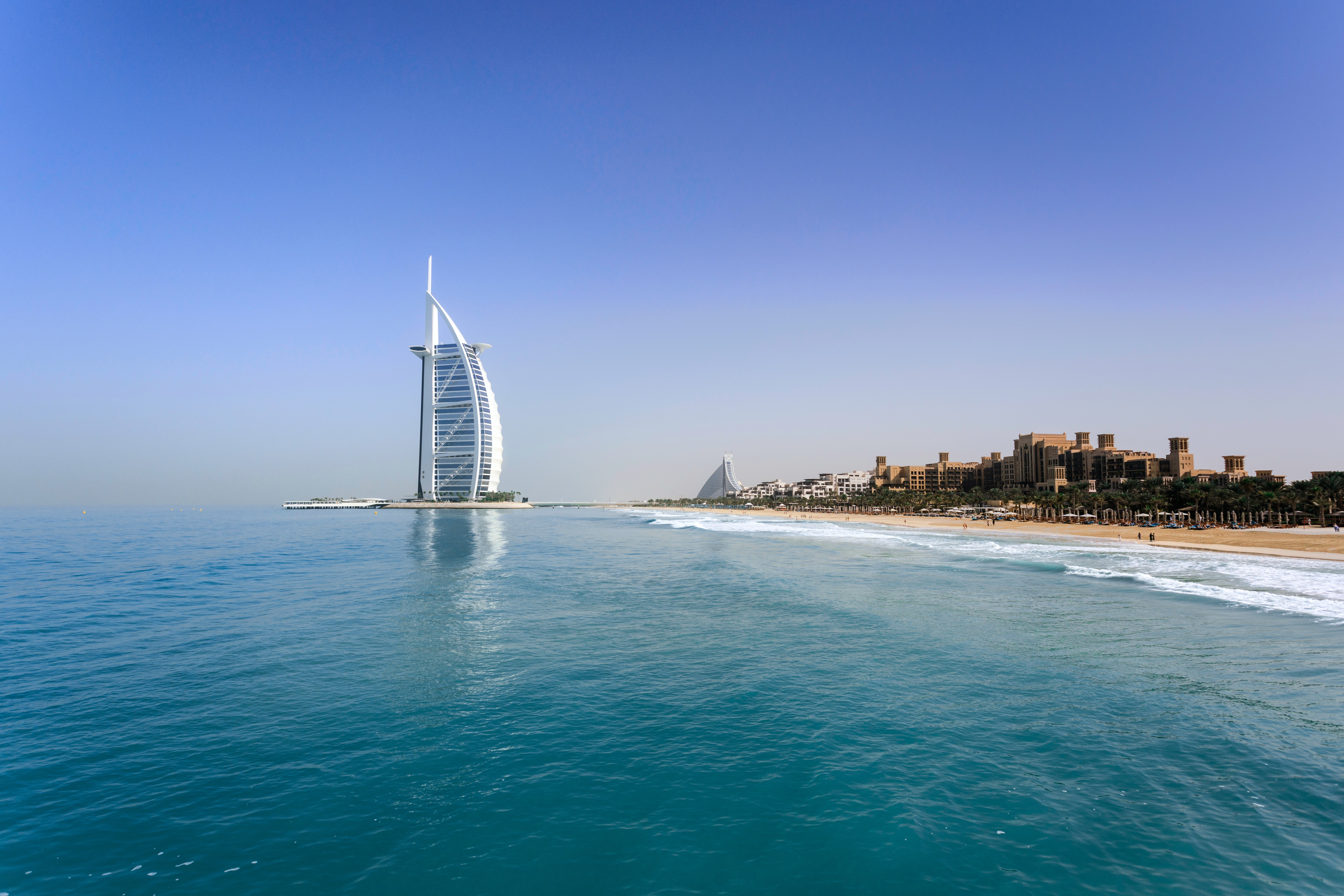
Burj Al Arab e la spiaggia di Jumeirah.

Recentemente un complesso chiamato Madinat Jumeirah è stato aperto al pubblico. Si compone di un centro commerciale architettonicamente interessante con shopping, due lussuosi hotel a cinque stelle, e con zone residenziali. È pubblicizzato come il compendio di "ospitalità araba a Dubai".

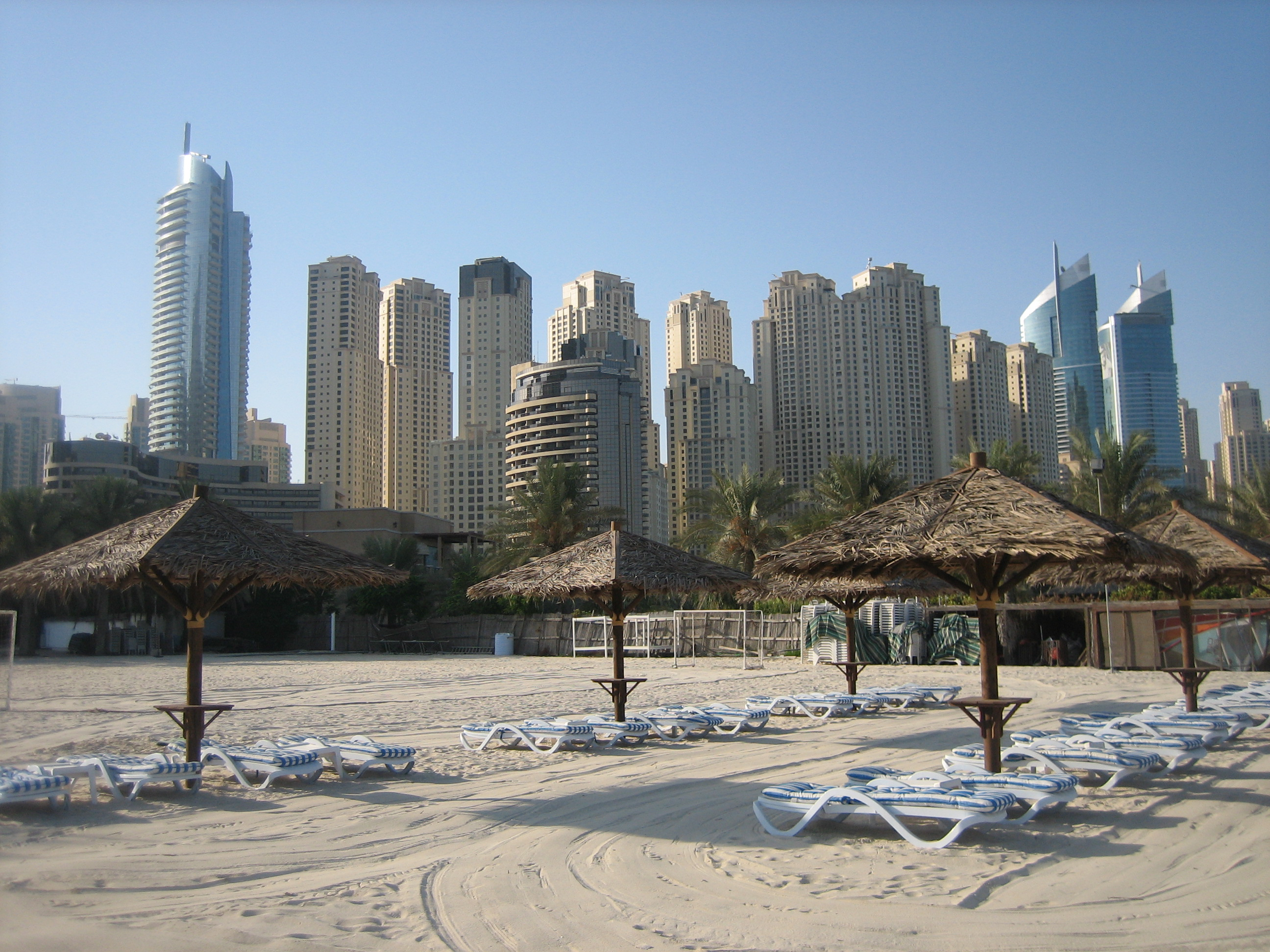
Spiaggia dell'Habtoor Grand Resort a Jumeirah Beach

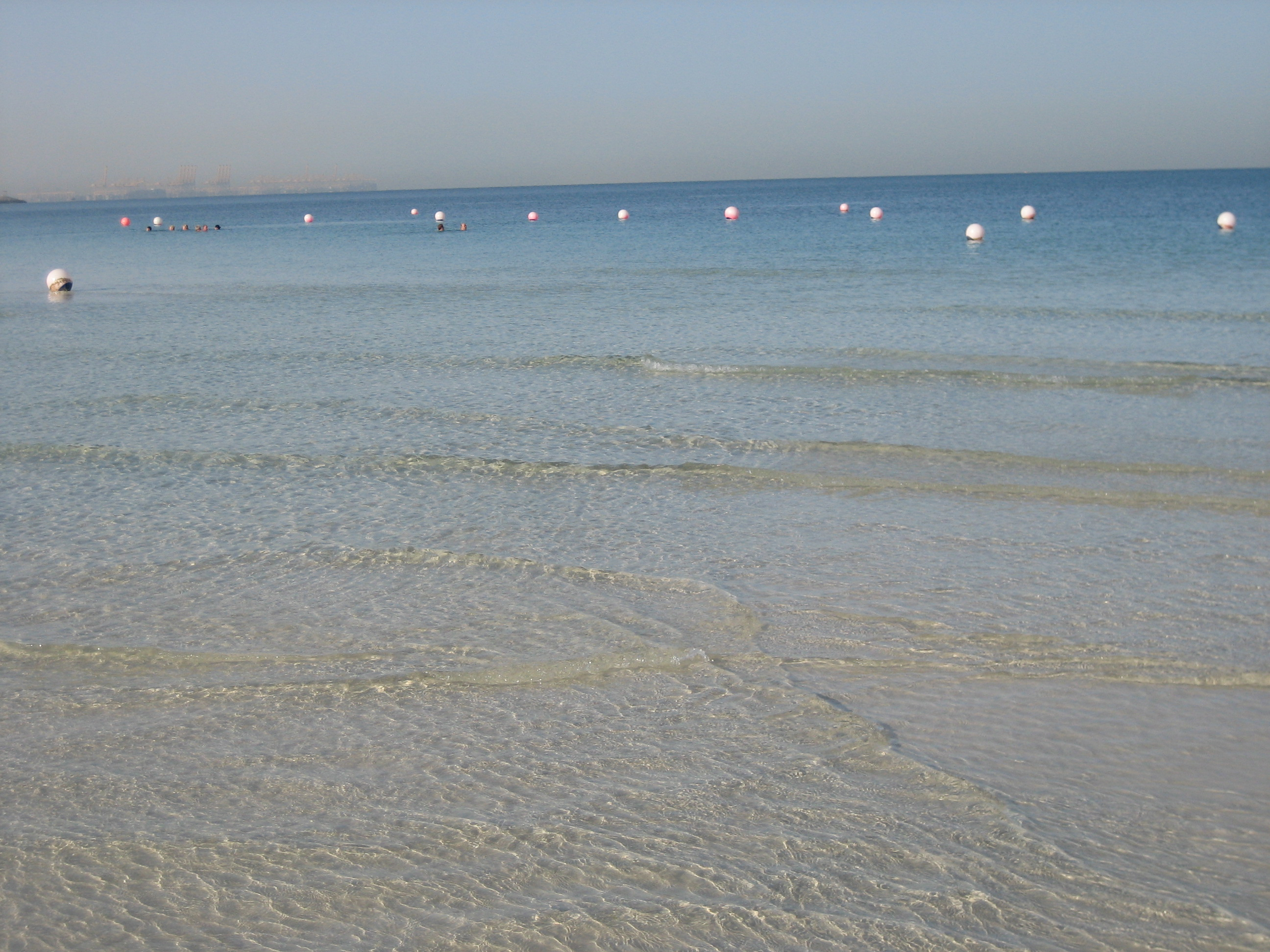
Spiaggia di Jumeirah Beach